# Cody Simon
Cody Simon (Jersey City, 1º aprile 2002) è un giocatore di football americano statunitense che milita nel ruolo di linebacker per gli Arizona Cardinals della National Football League (NFL).

## Carriera universitaria
Nella sua prima stagione a Ohio State nel 2020, Simon giocò principalmente negli special team, mettendo a segno 4 tackle. Nel 2021 fece registrare 54 placcaggi, un sack e un intercetto. Nel 2022 totalizzò 32 tackle, 2 sack, un passaggio deviato e un fumble forzato. Nel quarto turno della stagione 2023 mise a segno un placcaggio fondamentale nel finale su una situazione di quarto down, contribuendo alla vittoria su Notre Dame 17-14. Nella settimana 8 guidò la squadra con 8 tackle nella vittoria su Purdue.
Nella stagione 2024 Simon fece parte come stagista anche dello staff degli allenatori, contribuendo allo sviluppo della difesa della squadra, di cui fu nominato uno dei capitani. In quell’annata mise a segno 112 tackle, 7 sack, 7 passaggi deviati e un fumble forzato. Fu importante nei College Football Playoff, facendo registrare 11 placcaggi e 2 sack nel Rose Bowl contro Oregon, dopo di che fu premiato come miglior difensore della finale vinta contro Notre Dame, laureandosi campione nazionale. Per le sue prestazioni fu inserito nella formazione ideale della Big Ten Conference.

## Carriera professionistica

### Arizona Cardinals
Simon fu scelto nel corso del quarto giro (115º assoluto) del Draft NFL 2025 dagli Arizona Cardinals.